# Cerinomyces altaicus
Cerinomyces altaicus är en svampart som beskrevs av Parmasto 1961. Cerinomyces altaicus ingår i släktet Cerinomyces och familjen Dacrymycetaceae.   Inga underarter finns listade i Catalogue of Life.